# 2640 (album)
| Recensione       | Giudizio |
| ---------------- | -------- |
| All Music Italia | 8,5/10   |
| Rockol           | 7/10     |

2640 è il terzo album in studio della cantante italiana Francesca Michielin, pubblicato il 12 gennaio 2018 dalla Sony Music.

## Descrizione
Anticipato dai singoli Vulcano e Io non abito al mare, l'album è stato prodotto da Michele Canova Iorfida. Secondo quanto spiegato dalla cantante il titolo del disco indica l'altitudine di Bogotà, capitale della Colombia, dove l'artista desiderava rifugiarsi.
Il 7 dicembre 2018 l'album è stato pubblicato in edizione doppio vinile, contenente anche l'inedito Femme, il singolo Fotografia con Carl Brave e Fabri Fibra e la prima versione di Tropicale.

## Tracce
Testi e musiche di Francesca Michielin, eccetto dove indicato.

### CD
1. Comunicare – 4:21
2. Bolivia – 3:36
3. Noleggiami ancora un film – 3:44 (Francesca Michielin, Dario Faini)
4. Io non abito al mare – 3:13 (Francesca Michielin, Edoardo D'Erme)
5. Tropicale – 3:26 (Edoardo D'Erme, Dario Faini)
6. E se c'era.... – 3:16 (Tommaso Paradiso, Dario Faini)
7. Scusa se non ho gli occhi azzurri – 3:46
8. Vulcano – 3:14 (Francesca Michielin, Dario Faini)
9. Due galassie – 2:57
10. La Serie B – 3:32 (Francesca Michielin, Edoardo D'Erme)
11. Tapioca – 3:43 (Francesca Michielin, Edoardo D'Erme, Marco Jacopo Bianchi)
12. Lava – 3:02 (Francesca Michielin, Dario Faini)
13. Alonso – 2:57

### LP
Lato A
1. Comunicare – 4:21
2. Bolivia – 3:36
3. Noleggiami ancora un film – 3:44
4. Io non abito al mare – 3:13
5. Tropicale – 3:26

Lato B
1. Femme – 3:24 (Francesca Michielin, Edoardo D'Erme)
2. E se c'era.... – 3:16
3. Scusa se non ho gli occhi azzurri – 3:46
4. Vulcano – 3:14

Lato C
1. Due galassie – 2:57
2. Fotografia (Carl Brave feat. Francesca Michielin & Fabri Fibra) – 3:41 (Carlo Luigi Coraggio, Francesca Michielin, Fabrizio Tarducci)
3. La Serie B – 3:32

Lato D
1. Tapioca – 3:43
2. Lava – 3:02
3. Alonso – 2:57
4. Tropicale (Demo) – 3:26

## Formazione
Musicisti
- Francesca Michielin – voce, pianoforte, tastiere, sintetizzatore
- Tim Pierce – chitarra acustica, chitarra elettrica
- Alex Alessandroni Jr. – tastiere, sintetizzatore, basso synth
- Michele Canova Iorfida – tastiere, sintetizzatore, programmazione
- Pat Simonini – programmazione
- Esther Oduro – cori
- Splendore – arrangiamento (traccia 1)
- Cosmo – arrangiamento (traccia 11)

Produzione
- Michele Canova Iorfida – produzione
- Pat Simonini – coproduzione
- Pino Pischetola – missaggio
- Antonio Baglio – mastering
- Letizia Ragno – fotografia
- Corrado Grilli – copertina
- Anna Lanaro – illustrazione

## Classifiche
| Classifica (2018) | Posizione massima |
| ----------------- | ----------------- |
| Italia            | 2                 |
| Svizzera          | 24                |